# Voice of Cards: The Isle Dragon Roars
Voice of Cards: The Isle Dragon Roars (Voice of Cards: ドラゴンの島?, Boisu ofu Kādo: Doragon no Shima) è un videogioco di ruolo alla giapponese sviluppato da Alim e pubblicato da Square Enix il 28 ottobre 2021 per Microsoft Windows, Nintendo Switch e Playstation 4.

## Trama
Il videogioco segue le avventure di un gruppo di combattenti intenti a salvare il mondo da un drago malvagio, incontrando numerosi personaggi nel loro cammino. Le vicende dei protagonisti sono raccontate da un narratore, simile ad un game master nei giochi di ruolo.

## Modalità di gioco
Voice of Cards: The Isle Dragon Roars è un videogioco di ruolo a turni ambientato in un mondo di gioco costituito interamente da carte da gioco.

## Accoglienza
| Testata                        | Versione | Giudizio |
| ------------------------------ | -------- | -------- |
| Metacritic (media al 14/11/21) | NSW      | 77/100   |
| Metacritic (media al 14/11/21) | PS4      | 75/100   |
| Gamespot                       | NSW      | 8/10     |
| Nintendo Life                  | NSW      | 8/10     |
| Destructoid                    | PS4      | 7.5/10   |
| Everyeye.it                    | PS4      | 7/10     |
| Multiplayer.it                 | PC       | 7/10     |
| PC Gamer                       | PC       | 55/100   |

Voice of Cards: The Isle Dragon Roars ha ricevuto recensioni generalmente positive dalla critica, andando ad ottenere una media dei voti pari a 77 su 100 per la versione Nintendo Switch e 75 su 100 per la versione PS4 sul sito aggregatore di recensioni Metacritic.